# Стрелковка (Башкортостан)
Стрелковка (баш. Стрелковка) — деревня в Стерлитамакском районе Республики Башкортостан Российской Федерации. Входит в состав Подлесненского сельсовета. 

## География

### Географическое положение
Расстояние до:
- районного центра (Стерлитамак): 29 км,
- центра сельсовета (Подлесное): 8 км,
- ближайшей ж/д станции (Стерлитамак): 29 км.

## Население
| 2002 | 2009 | 2010 |
| ---- | ---- | ---- |
| 0    | →0   | →0   |